# Spoorlijn Šaľa – Neded
De spoorlijn Šaľa – Neded (lijn nummer 134) is een regionale spoorverbinding in het zuidwesten van Slowakije die de woonkernen van Dolné Považie met elkaar verbindt. De enkelsporige en niet-geëlektrificeerde lijn begint in de stad Šaľa en leidt verder in zuidelijke richting doorheen Diakovce, Žihárec en Vlčany, met als eindpunt: Neded.
In Šaľa splitst deze lijn af van spoorlijn 130 (Bratislava–Štúrovo–Boedapest). Haar tracé loopt doorheen het laagland van de Donau, parallel met de rivier de Váh.

## Geschiedenis

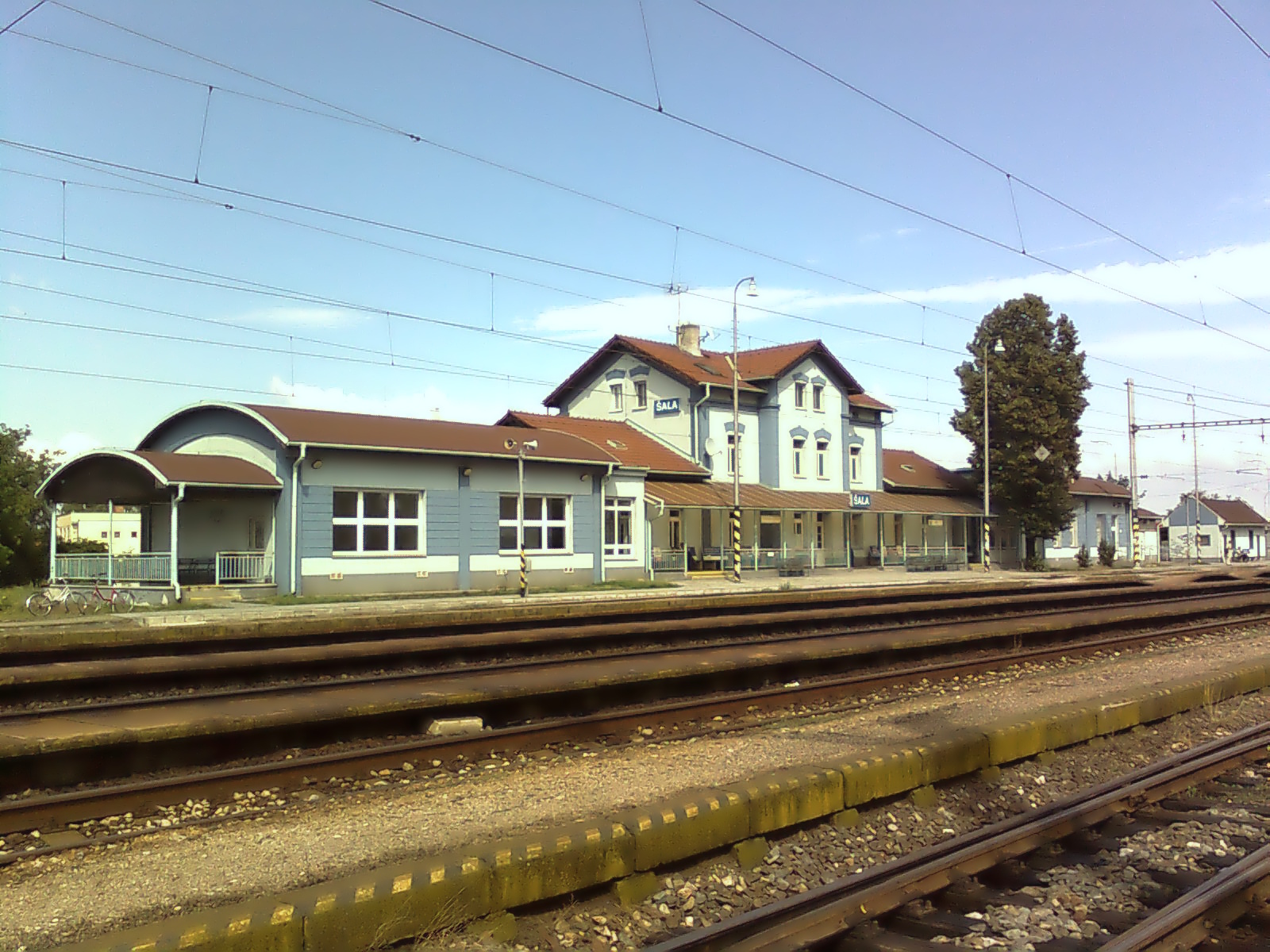
Station Šaľa

Omstreeks de overgang van de 19e naar de 20e eeuw ontving het bedrijf G. Gregersen & Söhne uit Boedapest van het Hongaarse Ministerie van Oorlog een concessie voor de aanleg van een lokale spoorlijn van Šaľa naar Neded. De concessiehouder was verplicht bouwmaterialen van Hongaarse leveranciers te gebruiken. De aanleg van de eenvoudige route (maximale helling: 2 ‰) duurde vijf maanden en kostte 1.875.000 kronen.
Op 17 oktober 1909 werd de lijn in dienst gesteld door de Vágsellye-negyedi HÉV. In samenspraak met de eigenaren namen de Koninklijke Hongaarse Staatsspoorwegen (MÁV) de operationele leiding op zich. De zomerdienstregeling uit 1912 toont drie paar passagiers- of gemengde treinen, die het parcours van 19 kilometer aflegden in 47 tot 60 minuten aflegden.
Na de ineenstorting van het Oostenrijks-Hongaarse Rijk (einde van de Eerste Wereldoorlog) (oktober 1918) en het ontstaan van de nieuwe staat Tsjecho-Slowakije, werd de exploitatie overgedragen aan de pas opgerichte Tsjecho-Slowaakse Staatsspoorwegen (ČSD).
Vanaf de jaren 1930 gebruikte de ČSD modern motortreinen voor het vervoer van reizigers, hetgeen resulteerde in een aanzienlijke verkorting van de reistijd. In de zomerdienstregeling van 1938 waren zeven treinparen vermeld, die alle gereden werden met motorwagens.
Na de Eerste Scheidsrechterlijke Uitspraak van Wenen (2 november 1938) werd een aan Hongarije grenzende landstrook (Tsjecho-Slowaaks grondgebied) met een overwegend Hongaars sprekende bevolking, opnieuw ingedeeld bij het Hongaarse territorium.
Bijgevolg kwam de exploitatie van de lijn wederom in handen van de Hongaarse Staatsspoorwegen (MÁV). De MÁV-dienstregeling omvatte in 1942 vijf paar reizigerstreinen. Na het einde van de Tweede Wereldoorlog werd in 1945 de lijn nogmaals afgestaan aan de Tsjecho-Slowaakse Spoorwegen (ČSD).

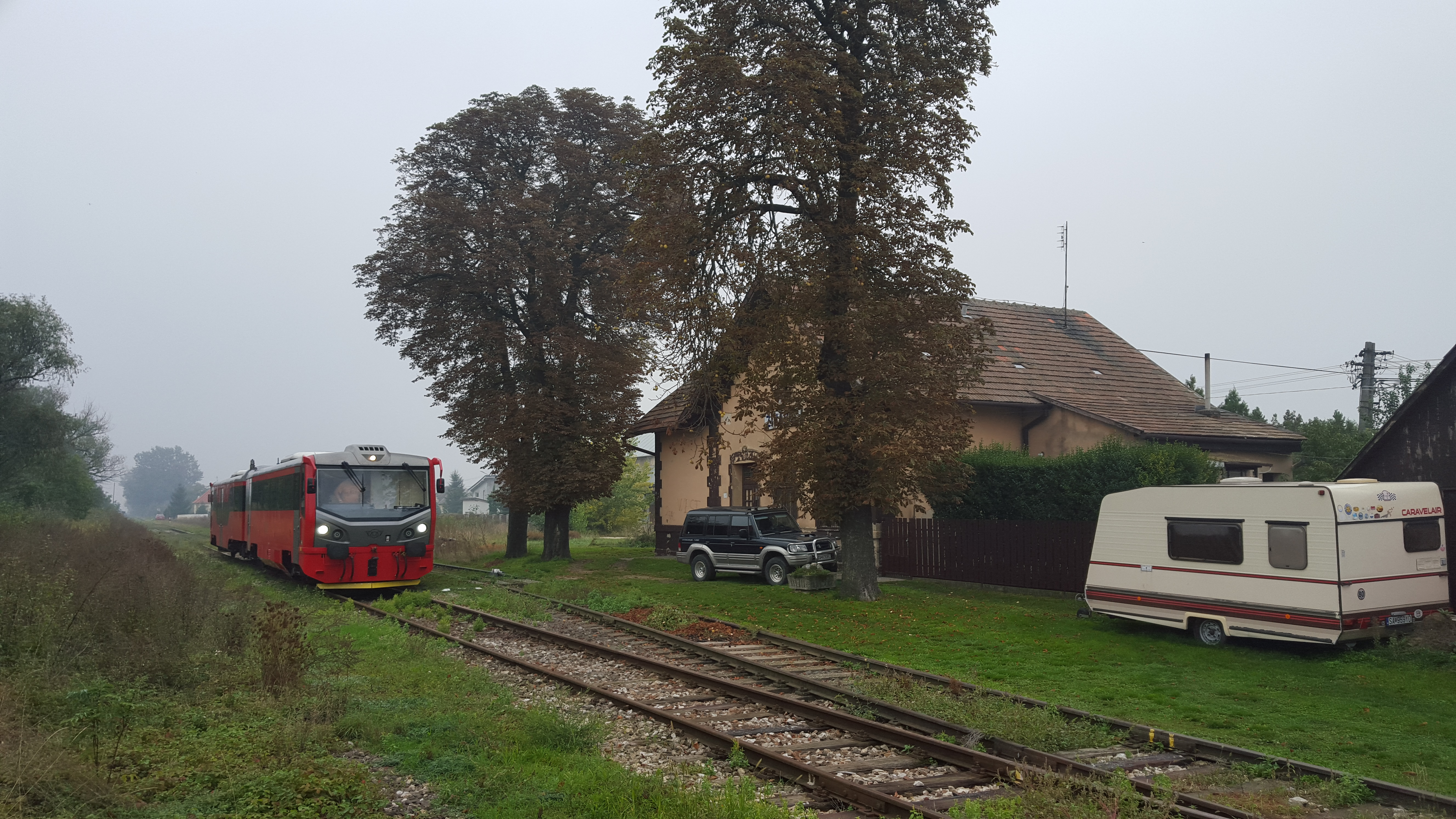
Station Žihárec

Vanaf de jaren 1950 reden er op weekdagen acht paren passagierstreinen en zes op zondag. Deze dienstregeling bleef behouden tot in de jaren 1990.

## Treindienst
Op 1 januari 1993 werd de route -als gevolg van de Fluwelen Revolutie- overgedragen aan de nieuw opgerichte Slowaakse Spoorwegmaatschappij ŽSR. Tien jaar later, op 2 februari 2003, werd het passagiersvervoer op lijn 134 opgeschort, maar op aandringen van de publieke opinie werd het reeds op 15 juni van hetzelfde jaar hervat.
Niettemin werd op 13 december 2010 het passagiersverkeer op dit traject andermaal onderbroken.

## Stations en stopplaatsen

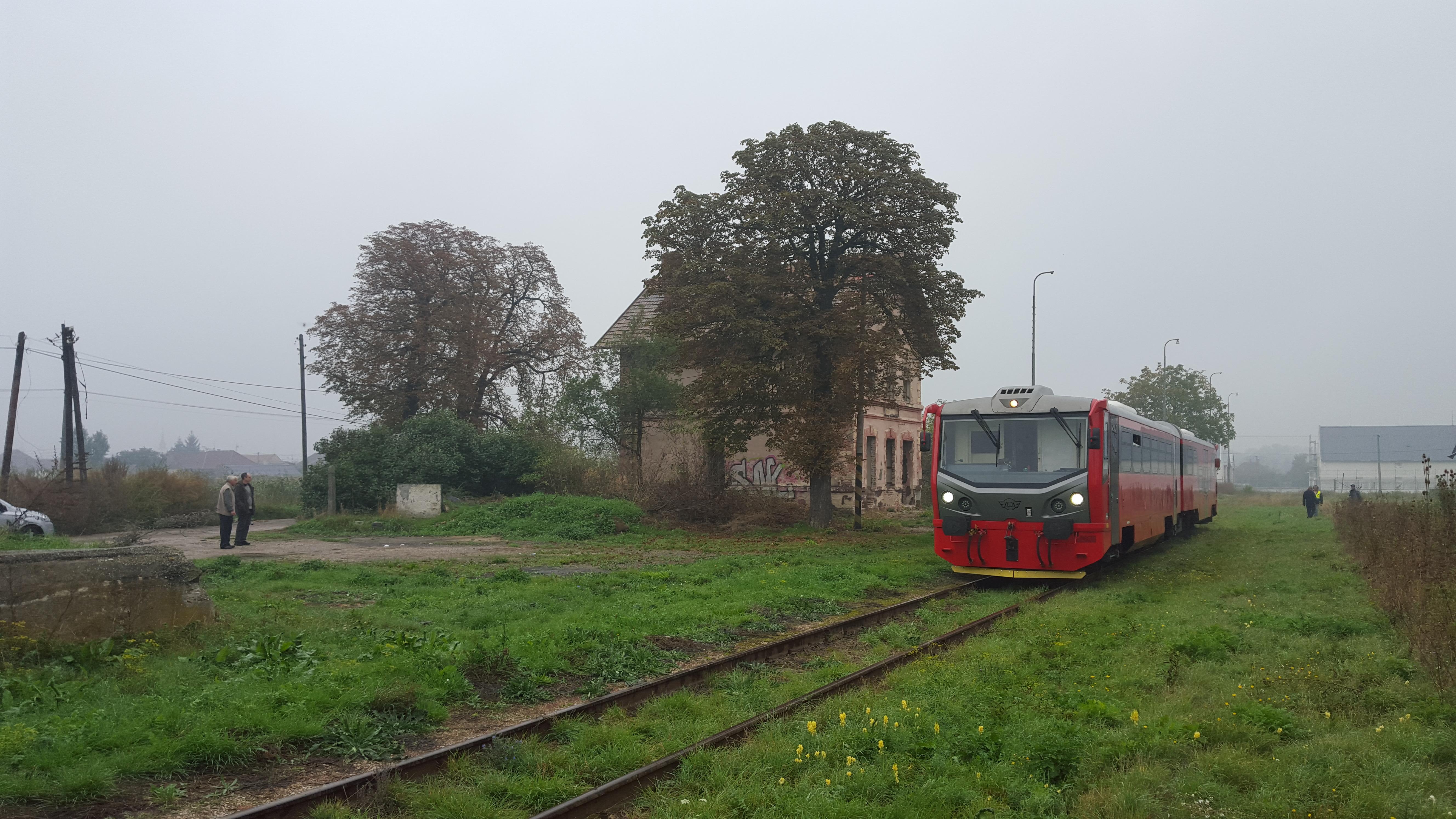
Station Neded

| Afstand | Station of stopplaats | Bijzonderheid                                                                                     |
| ------- | --------------------- | ------------------------------------------------------------------------------------------------- |
| 0,000   | Šaľa                  | • Werkzetel van de verkeersleider. • Vertakking naar lijn 130 (Bratislava – Štúrovo - Boedapest). |
| 2,828   | Diakovce              |                                                                                                   |
| 5,340   | Tešedíkovo            |                                                                                                   |
| 9,042   | Žihárec               |                                                                                                   |
| 10,874  | Žihárec zastávka      |                                                                                                   |
| 16,533  | Vlčany                |                                                                                                   |
| 18,939  | Neded                 | Eindstation van de lijn.                                                                          |